# بريندا كي. ستار
بريندا كي. ستار (بالإنجليزية: Brenda K. Starr)‏ (و. 1966  م) هي مغنية مؤلفة، وموسيقية، ومغنية، وملحنة أمريكية، ولدت في مانهاتن، بدأت مشوارها المهني سنة 1985.

## وصلات خارجية
- بريندا كي. ستار على موقع IMDb (الإنجليزية)
- بريندا كي. ستار على موقع ميوزك برينز (الإنجليزية)
- بريندا كي. ستار على موقع إن إن دي بي (الإنجليزية)
- بريندا كي. ستار على موقع أول ميوزيك (الإنجليزية)
- بريندا كي. ستار على موقع ديسكوغز (الإنجليزية)
- بريندا كي. ستار على موقع قاعدة بيانات الفيلم (الإنجليزية)
- بريندا كي. ستار في قاعدة بيانات الأفلام على الإنترنت